# Harriet Richardson
Harriet Richardson Searle (Washington D. C., 9 de mayo de 1874 - 28 de marzo de 1958) fue una carcinóloga estadounidense. Fue conocida como la primera dama de los isópodos y fue una de las primeras mujeres carcinólogas, solo precedida por Mary Jane Rathbun.

## Trayectoria
Richardson nació el 9 de mayo de 1874 en Washington D. C.. Es hija de Charles F. E. Richardson y Charlotte Ann (Williamson) Richardson. Estudió en Friends School y Mount Vernon Seminary en Washington D. C. antes de asistir a Vassar College, -donde se interesó por la biología-, del que se graduó en 1896 con una licenciatura y de nuevo con un máster en zoología en 1901.
En 1901, Richardson fue nombrada colaboradora de la División de Invertebrados Marinos del Museo Nacional de Historia Natural. En 1903 se  doctoró en la misma especialidad por la Universidad de Columbia (ahora Universidad George Washington). Richardson comenzó a trabajar con el Smithsonian en 1896. Trabajó en el museo sin recibir remuneración del Smithsonian durante unos veinte años. Durante este tiempo produjo más resultados que muchos a los que se les pagó por toda una vida de investigación.
Richardson se casó con William Searle, abogado, el 10 de diciembre de 1913 con quien tuvo un hijo, William, el 5 de septiembre de 1914. Su hijo tenía una discapacidad mental o física por lo que dedicaba gran parte de su tiempo a cuidarlo. Richardson falleció en el Hospital Universitario Hahnemann el 28 de marzo de 1958. Su esposo murió poco después. En 1972, su hijo, William Richardson Searle, fue enterrada con ellos en el Cementerio Nacional de Arlington.
Aparte de su trabajo sobre los isópodos, Richardson fue presidenta del Vassar College Club de Washington D. C. de 1911 a 1912 y fue miembro fundador del capítulo Captain Molly Pitcher, Daughters of the American Revolution, y luego se convirtió en historiadora, tesorero, vicerregente y luego regente de 1914 a 1915. Fue miembro de la Sociedad Biológica de Washington, la Academia de Ciencias de Washington y la Sociedad de Bellas Artes de Washington.
Richardson se centró en la investigación sobre la sistemática de isópodos (y tanaidacea) y comenzó a publicar artículos sobre isópodos en 1897; su primer estudio fue sobre el isópodo de Socorro y luego publicó un total de 80 artículos. Su obra más conocida fue A Monograph on the Isopods of North America (Monografía sobre los isópodos de Norteamérica), publicada en el Bulletin of the US National Museum en 1905. Este trabajo abarcaba todos los isópodos terrestres, de agua dulce y marinos en América del Norte con claves, referencias y descripciones. Este trabajo fue reimpreso en 1972, lo que significa que ha tenido un impacto duradero en el campo. Escribió informes en publicaciones extranjeras, incluidos materiales del Museo Nacional de Historia Natural de París y las colecciones Rothschild de África Oriental. Richardson escribió algunos de sus artículos en francés.
A lo largo de su carrera, Richardson describió más de 70 nuevos géneros y casi 300 especies nuevas de isópodos y tanaidacea, a muchos de los cuales les puso nombres de colegas o de quienes le regalaron colecciones. A su vez, las especies de isópodos Caecidotea richardsonae y el género de copépodos harpacticoida Harrietella, entre muchas otras, llevan su nombre.
Después del nacimiento de su hijo, Richardson tuvo que dedicar mucho tiempo a su cuidado, por lo que dedicó menos tiempo a sus investigaciones, publicando trabajos sólo ocasionalmente, el último en 1922. Antes de diciembre de 1952, 6 años antes de su muerte, el museo cambió su título a Investigadora Asociada en lugar de Colaboradora.

## Reconocimientos
Richardson ha dado su nombre al género de isópodos Harrieta Kensley, 1987 y al género harpacticoides Harrietella T. Scott, 1906, así como a muchas especies de isópodos marinos.
Lista de especies que llevan el nombre de Harriet Richardson:
- Dactylokepon richardsonae Stebbing, 1910
- Parabopyrella richardsonae (Nierstrasz & Brender á Brandis, 1929)
- Parapenaeon richardsonae (Nierstrasz & Brender á Brandis, 1931)
- Parionella richardsonae Nierstrasz & Brender á Brandis, 1923
- Rocinela richardsonae Nierstrasz, 1931
- Renocila richardsonae Williams & Bunkley-Williams, 1992
- Amesopous richardsonae Stebbing, 1905
- Neastacilla richardsonae Kussakin, 1982
- Munneurycope harrietae Wolff, 1962
- Carpias harrietae Pires, 1981
- Cymodoce richardsoniae Nobili, 1906
- Littorophiloscia richardsonae (Holmes and Gay, 1909)
- Caecidotea richardsonae Hay, 1901
- Lirceus richardsonae Hubricht & Mackin, 1949
- Posiblemente: Pseudidothea richardsoni Hurley, 1957

## Publicaciones
- H Richardson. 1905. A monograph on the isopods of North America.- Bulletin of the U.S. National Museum 54: i-liii, 1-727. [December.] [Reprinted (1972) Antiquariaat Junk, Lochem, Netherlands.]
- H Richardson. 1904. Contributions to the natural history of the Isopoda.-Proceedings of the U.S. National Museum 27(1350): 1-89. [19 January.]
- H Richardson. 1910. Marine isopods collected in the Philippines by the U.S. Fisheries Steamer “Albatross” in 1907–08.— Bureau of Fisheries Document 736: 1–44.
- H Richardson. 1901. Key to the isopods of the Atlantic coast of North America with descriptions of new and little known species.-Proceedings of the U.S. National Museum 23(1222): 493-579. [28 February.]
- H Richardson. 1909. Isopods collected in the northwest Pacific by the U.S. Bureau of Fisheries Steamer “Albatross” in 1906.—Proceedings of the U.S. National Museum 37(1701): 75–129. [22 October.]
- H Richardson. 1902. The marine and terrestrial isopods of the Bermudas, with descriptions of new genera and species.—Transactions of the Connecticut Academy of Sciences 11(1): 277–310, pls. 37–40.
- H Richardson. 1899. Key to the isopods of the Pacific coast of North America, with descriptions of twenty-two new species.—Proceedings of the U.S. National Museum 21(1175): 815–869. [5 June.] [Reprinted (1899) in Annals and Magazine of Natural History (7) 4(21): 157–187, (22): 260–277, (23): 321–338.]
- H Richardson. 1900. Synopses of North-American invertebrates. VIII. The Isopoda. Part I.-American Naturalist 34(399): 207-230. [March.]
- H Richardson. 1908. Some new Isopoda of the superfamily Aselloidea from the Atlantic coast of North America.— Proceedings of the U.S. National Museum 35(1633): 71–86. [30 October.]
- H Richardson. 1912. Descriptions of a new genus of isopod crustaceans, and of two new species from South America.— Proceedings of the U.S. National Museum 43(1929): 201–204. [27 September.]